# Синтаксис Intel
Синтаксис Intel або Intel-синтаксис — один з форматів запису мнемоніки інструкцій процесора. Intel-синтаксис використовується в документації Intel, в асемблерах для MS-DOS і Windows (MASM, TASM, вбудований асемблер Visual Studio тощо)
Особливості:
1. Приймач розташований ліворуч від джерела.
2. Назви регістрів зарезервовано (не можна використовувати мітки з іменами eax, ebx тощо)

Наприклад, код
```
 
mov
 
eax
,
 
ebx

```

пересилає в регістр eax значення, що міститься в ebx, що функціонально еквівалентне такому коду:
```
 
push
 
ebx
 
; записати у стек значення EBX

 
pop
 
eax
 
; вийняти зі стека значення і записати його до регістра EAX

```

Популярний значною мірою завдяки тому, що Intel використовує його в документації до своїх процесорів.